# 单纯复形

一个3维单纯复形

单纯复形（英語：Simplicial complex）是拓扑学中的概念，指由点、线段、三角形等单纯形“粘合”而得的拓扑对象。单纯复形不应当与范畴同伦论中的单纯集合混淆。

## 定义
单纯复形{\displaystyle {\mathcal {K}}}是由一组单纯形构成的集合，并且须要满足下列条件:119：
1. {\displaystyle {\mathcal {K}}}的每一个单纯形的面都是{\displaystyle {\mathcal {K}}}中的元素。
2. {\displaystyle {\mathcal {K}}}中任何两个元素{\displaystyle \sigma _{1},\sigma _{2}\;\in {\mathcal {K}}}的交集是它们公有的一个面。

需要注意的是，约定空集是任何单纯形的面，所以两个不相交的单纯复形也可以被看作是一个单纯复形。通常的定义中，单纯复形是有限个单纯形的集合。但有些上下文中，也会在附加某些局部有限性条件的前提下，定义无限个单纯形依照类似的定义构成的单纯复形:120。
如果某个单纯复形{\displaystyle {\mathcal {K}}}中包含的最大维度的单纯形是k维单纯形，则称{\displaystyle {\mathcal {K}}}为k维单纯复形:120。例如2维单纯复形中必然含有三角形，且必然不含有四面体等更高维度的单纯形。
如果某个k维单纯复形{\displaystyle {\mathcal {K}}}中，任何维数小于k的单纯形都只是某个k维单纯形的一个面，则称{\displaystyle {\mathcal {K}}}是纯k维单纯复形或齐次k维单纯复形。这个定义是指没有“混杂”多种单纯形的单纯复形。比如齐次2维单纯复形是指由“一连串”的三角形拼接成的单纯复形。齐次3维单纯复形则是由“一连串”的四面体拼接成的单纯复形。如果某个单纯复形由一个三角形、一个四面体和两个线段拼接而成，则不是齐次的单纯复形。
单纯复形{\displaystyle {\mathcal {K}}}中的极大面，指的是不属于{\displaystyle {\mathcal {K}}}中另一个维数更高的单纯形的面。比如在齐次3维单纯复形中，每个四面体都是极大面，而其中的三角形或线段都不是极大面。
一个单纯复形中含有的各种单纯形的集合，也称为它的底材空间或支持空间。